# Wybory do Parlamentu Europejskiego w Polsce w 2019 roku
Wybory do Parlamentu Europejskiego w Polsce w 2019 roku odbyły się 26 maja. Obywatele głosujący w Polsce dokonali wyboru 52 eurodeputowanych. Były to czwarte wybory do PE od czasu przystąpienia Polski do Unii Europejskiej.

## Kalendarz wyborczy

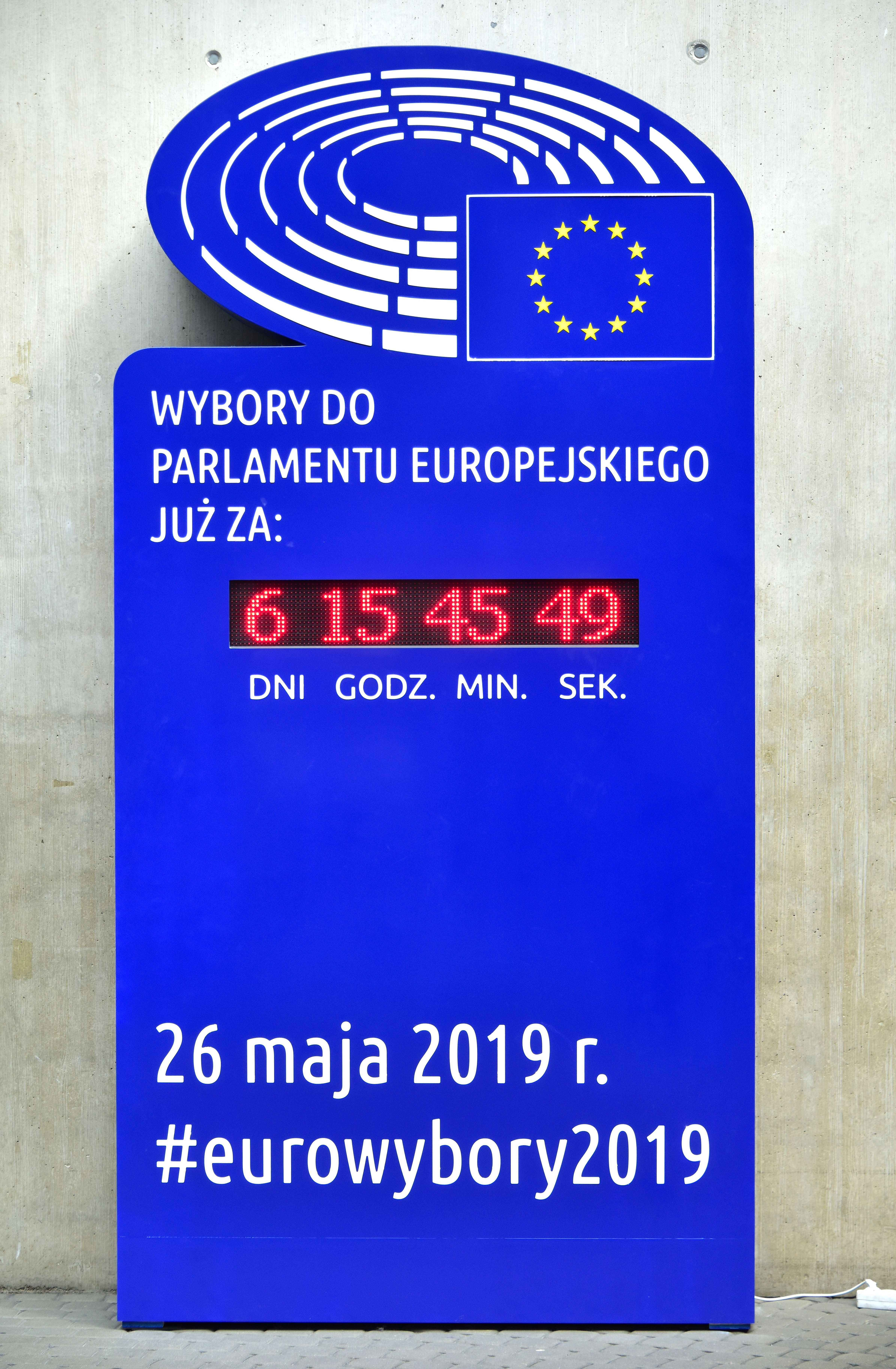
Licznik pokazujący czas do rozpoczęcia głosowania w holu głównym Biblioteki Uniwersyteckiej w Warszawie, 19 maja 2019

- 6 kwietnia – termin zawiadomienia Państwowej Komisji Wyborczej o utworzeniu komitetów wyborczych (partii politycznych, koalicyjnych komitetów wyborczych i komitetów wyborczych wyborców)
- 8 kwietnia – termin powołania okręgowych i rejonowych komisji wyborczych
- 16 kwietnia (godz. 24:00) – termin zgłaszania list kandydatów na posłów do Parlamentu Europejskiego
- 26 kwietnia – termin podania do wiadomości publicznej informacji o numerach i granicach obwodów głosowania oraz siedzibach obwodowych komisji wyborczych
- 25 maja (godz. 00:00) – początek ciszy wyborczej
- 26 maja (godz. 7:00–21:00) – głosowanie

## Okręgi wyborcze
W wyborach do Parlamentu Europejskiego Polska podzielona jest na 13 okręgów wyborczych:
| Numer | Obszar                                      | Siedziba OKW        |  |
| 1     | województwo pomorskie                       | Gdańsk              |  |
| 2     | województwo kujawsko-pomorskie              | Bydgoszcz           |  |
| 3     | województwa podlaskie i warmińsko-mazurskie | Olsztyn             |  |
| 4     | część województwa mazowieckiego             | Warszawa            |  |
| 5     | część województwa mazowieckiego             | Warszawa            |  |
| 6     | województwo łódzkie                         | Łódź                |  |
| 7     | województwo wielkopolskie                   | Poznań              |  |
| 8     | województwo lubelskie                       | Lublin              |  |
| 9     | województwo podkarpackie                    | Rzeszów             |  |
| 10    | województwa małopolskie i świętokrzyskie    | Kraków              |  |
| 11    | województwo śląskie                         | Katowice            |  |
| 12    | województwa dolnośląskie i opolskie         | Wrocław             |  |
| 13    | województwa lubuskie i zachodniopomorskie   | Gorzów Wielkopolski |  |

## Komitety
W wyznaczonym terminie rejestrację uzyskało 26 komitetów. 6 z nich zarejestrowało listy w całym kraju, 4 zarejestrowały listy w części okręgów, a 16 nie zarejestrowało żadnej listy.
Komitety ogólnopolskie
Wykaz komitetów wyborczych, które w wyznaczonym czasie zarejestrowały listy we wszystkich 13 okręgach:
- Koalicyjny Komitet Wyborczy Koalicja Europejska PO PSL SLD .N Zieloni → z list komitetu startowało także po jednej członkini Unii Europejskich Demokratów, Inicjatywy Feministycznej i Socjaldemokracji Polskiej
- Koalicyjny Komitet Wyborczy Lewica Razem – Partia Razem, Unia Pracy, RSS
- Komitet Wyborczy Prawo i Sprawiedliwość → z list komitetu startowali także członkowie Porozumienia i Solidarnej Polski
- Komitet Wyborczy Wiosna Roberta Biedronia → z list komitetu startowały także dwie członkinie Teraz!
- Komitet Wyborczy Wyborców Konfederacja KORWiN Braun Liroy Narodowcy → z list komitetu startowały KORWiN, Ruch Narodowy, Skuteczni i Partia Kierowców
- Komitet Wyborczy Wyborców Kukiz’15 → z list komitetu startowały Prawica Rzeczypospolitej, Unia Polityki Realnej, członek Demokracji Bezpośredniej i członkini Ślonzoków Razem

Komitety regionalne
Wykaz komitetów, które zarejestrowały listy w niektórych okręgach:
- Koalicyjny Komitet Wyborczy PolEXIT – Koalicja (okręgi: 9 i 10) → komitet tworzył Kongres Nowej Prawicy wraz z powołaną przez jego działaczy partią PolExit
- Komitet Wyborczy Jedność Narodu (okręg 5)
- Komitet Wyborczy Ruch Prawdziwa Europa – Europa Christi (okręg 8) → wycofał się z udziału w wyborach po rejestracji list
- Komitet Wyborczy Wyborców Polska Fair Play Bezpartyjni Gwiazdowski (okręgi: 1, 4, 5, 8, 10 i 11)

Pozostałe komitety
Wykaz komitetów, które nie zarejestrowały list w żadnym okręgu:
- Komitet Wyborczy Alternatywa Społeczna
- Komitet Wyborczy Normalny Kraj
- Komitet Wyborczy Odpowiedzialność
- Komitet Wyborczy Partii Kierowców
- Komitet Wyborczy Piast – Jedność Myśli Europejskich Narodów
- Komitet Wyborczy Porozumienie Jarosława Gowina
- Komitet Wyborczy Prawica Rzeczypospolitej
- Komitet Wyborczy Ruch 11 Listopada
- Komitet Wyborczy Stronnictwa Ludowego „Ojcowizna” RP
- Komitet Wyborczy Stronnictwa Pracy
- Komitet Wyborczy Związku Słowiańskiego
- Komitet Wyborczy II Rzeczpospolita Polska
- Komitet Wyborczy Wyborców Konfederacja Polski Niepodległej – Niezłomni
- Komitet Wyborczy Wyborców Polskie Rodziny Razem
- Komitet Wyborczy Wyborców ROP
- Komitet Wyborczy Wyborców „Wspólnie dla Częstochowy”

## Numery list komitetów wyborczych
- Numer 1 – KWW Konfederacja KORWiN Braun Liroy Narodowcy
- Numer 2 – KW Wiosna Roberta Biedronia
- Numer 3 – KKW Koalicja Europejska PO PSL SLD .N Zieloni
- Numer 4 – KW Prawo i Sprawiedliwość
- Numer 5 – KKW Lewica Razem – Partia Razem, Unia Pracy, RSS
- Numer 6 – KWW Kukiz’15
- Numer 7 – KWW Polska Fair Play Bezpartyjni Gwiazdowski
- Numer 8 – KW Ruch Prawdziwa Europa – Europa Christi → wycofał się z udziału w wyborach po rejestracji list
- Numer 9 – KKW PolEXIT – Koalicja
- Numer 10 – KW Jedność Narodu

## Liderzy list wyborczych w okręgach
| Okręg | Konfederacja         | Wiosna                      | KE                      | PiS                   | LR                 | Kukiz’15                | PFP                | PolExit          | JN                  |
| ----- | -------------------- | --------------------------- | ----------------------- | --------------------- | ------------------ | ----------------------- | ------------------ | ---------------- | ------------------- |
| Okręg |                      |                             |                         |                       |                    |                         |                    |                  |                     |
| 1     | Sławomir Mentzen     | Beata Maciejewska           | Janusz Lewandowski      | Anna Fotyga           | Anna Górska        | Andrzej Kobylarz        | Maciej Zborowski   | –                | –                   |
| 2     | Krzysztof Drozdowski | Wanda Nowicka               | Radosław Sikorski       | Kosma Złotowski       | Paulina Matysiak   | Paweł Szramka           | –                  | –                | –                   |
| 3     | Robert Winnicki      | Monika Falej                | Tomasz Frankowski       | Karol Karski          | Bartosz Grucela    | Andrzej Maciejewski     | –                  | –                | –                   |
| 4     | Krzysztof Bosak      | Robert Biedroń              | Włodzimierz Cimoszewicz | Jacek Saryusz-Wolski  | Adrian Zandberg    | Stanisław Tyszka        | Robert Gwiazdowski | –                | –                   |
| 5     | Kaja Godek           | Paulina Piechna-Więckiewicz | Jarosław Kalinowski     | Adam Bielan           | Dorota Olko        | Barbara Husiew          | Andrzej Rosiewicz  | –                | Romuald Starosielec |
| 6     | Waldemar Utecht      | Anita Sowińska              | Marek Belka             | Witold Waszczykowski  | Piotr Ikonowicz    | Piotr Apel              | –                  | –                | –                   |
| 7     | Piotr Liroy-Marzec   | Sylwia Spurek               | Ewa Kopacz              | Zdzisław Krasnodębski | Waldemar Witkowski | Marek Jurek             | –                  | –                | –                   |
| 8     | Witold Tumanowicz    | Zbigniew Bujak              | Krzysztof Hetman        | Elżbieta Kruk         | Magdalena Długosz  | Jarosław Sachajko       | Marek Woch         | –                | –                   |
| 9     | Grzegorz Braun       | Anna Skiba                  | Czesław Siekierski      | Tomasz Poręba         | Elżbieta Wisz      | Alicja Bobola           | –                  | Grzegorz Rykała  | –                   |
| 10    | Konrad Berkowicz     | Maciej Gdula                | Róża Thun               | Beata Szydło          | Jan Orkisz         | Paweł Kukiz-Szczuciński | Krzysztof Zając    | Stanisław Żółtek | –                   |
| 11    | Jacek Wilk           | Łukasz Kohut                | Jerzy Buzek             | Jadwiga Wiśniewska    | Maciej Konieczny   | Grzegorz Długi          | Dominik Łężak      | –                | –                   |
| 12    | Robert Iwaszkiewicz  | Krzysztof Śmiszek           | Janina Ochojska-Okońska | Anna Zalewska         | Marcelina Zawisza  | Agnieszka Ścigaj        | –                  | –                | –                   |
| 13    | Krzysztof Tuduj      | Anita Kucharska-Dziedzic    | Bogusław Liberadzki     | Joachim Brudziński    | Julia Zimmermann   | Olimpia Tomczyk-Iwko    | –                  | –                | –                   |

## Sondaże
Poparcie wyrażono w procentach.
| Data        | Ośrodek badawczy |       |       |        |              |          |      |      |         |            | Niezdecydowani (/inne) | Frekwencja |
| ----------- | ---------------- | ----- | ----- | ------ | ------------ | -------- | ---- | ---- | ------- | ---------- | ---------------------- | ---------- |
| Data        | Ośrodek badawczy |       |       |        |              |          |      |      |         |            | Niezdecydowani (/inne) | Frekwencja |
| Data        | Ośrodek badawczy | PiS   | KE    | Wiosna | Konfederacja | Kukiz’15 | LR   | PFP  | Ruch PE | Ruch 11/11 | Niezdecydowani (/inne) | Frekwencja |
| 24.05       | IBRiS            | 38,1  | 34,5  | 7,7    | 5,1          | 5,8      | 3    | –    | –       | –          | 5,8                    | 49,4       |
| 22.05–23.05 | Estymator        | 39,2  | 38,3  | 7,9    | 5,7          | 5,7      | 2,6  | –    | –       | –          | 0,6                    | 37         |
| 22.05–23.05 | IBSP             | 36,32 | 42,51 | 7,02   | 7,23         | 4,91     | 1,71 | –    | –       | –          | 0,3                    | 47         |
| 22.05–23.05 | Kantar           | 36    | 34    | 8      | 6            | 4        | 3    | 1    | 0       | –          | 8                      | –          |
| 21.05–23.05 | IPSOS            | 40    | 35    | 8      | 7            | 7        | 2    | –    | –       | –          | 1                      | 45         |
| 16.05–23.05 | CBOS             | 43    | 28    | 5      | 3            | 6        | 1    | –    | –       | –          | 14                     | –          |
| 21.05–22.05 | IB Pollster      | 35    | 37    | 10     | 6            | 7        | 4    | –    | –       | –          | 1                      | –          |
| 17.05–22.05 | Social Changes   | 37,2  | 33,3  | 9,3    | 5,4          | 8,9      | 2,3  | –    | –       | –          | 3,6                    | –          |
| 21.05       | IBRiS            | 38,7  | 35    | 6,3    | 6            | 4,9      | 0    | –    | –       | –          | 9                      | –          |
| 18.05–21.05 | OPB Ariadna      | 33    | 30    | 10     | 3            | 8        | 3    | –    | –       | –          | 13                     | 60         |
| 16.05–19.05 | Kantar           | 35    | 36    | 10     | 8            | 3        | 1    | 0    | 0       | –          | 7                      | –          |
| 19.05       | IBRIS            | 37,92 | 34,73 | 7,58   | 5,54         | 5,55     | 2,16 | –    | –       | –          | 6,54                   | 52         |
| 15.05–16.05 | Estymator        | 40,3  | 38,5  | 7,6    | 4,9          | 5,1      | 3,1  | –    | –       | –          | 0,5                    | –          |
| 14.05–16.05 | IBSP             | 32,94 | 43,63 | 9,06   | 6,86         | 4,89     | 2,17 | –    | –       | –          | 0,45                   | 50,69      |
| 13.05–16.05 | Dobra Opinia     | 38,7  | 37,1  | 8,4    | 4,9          | 6,4      | 3,6  | 0,7  | 0,1     | –          | 0,1                    | –          |
| 10.05–15.05 | Kantar           | 43    | 28    | 8      | 4            | 3        | 3    | –    | –       | –          | 11                     | 60         |
| 10.05–15.05 | Social Changes   | 36,6  | 31,4  | 14,3   | 4,2          | 8,3      | 1,7  | –    | –       | –          | 3,5                    | –          |
| 13.05       | IBRiS            | 39,1  | 34    | 7,1    | 4,2          | 5,3      | 2,4  | 0,4  | –       | –          | 7,5                    | 55,3       |
| 10.05–13.05 | OPB Ariadna      | 36    | 32    | 10     | 2            | 5        | 2    | –    | –       | –          | 13                     | 58         |
| 9.05–11.05  | Indicator        | 35,1  | 31,9  | 8,4    | –            | 5,4      | –    | –    | –       | –          | 19,2                   | –          |
| 8.05–10.05  | Kantar           | 34    | 33    | 8      | 6            | 5        | 2    | 0    | 0       | –          | 12                     | 45         |
| 7.05–9.05   | IBSP             | 39,04 | 41,95 | 9,57   | 1,82         | 4,79     | 2,67 | –    | –       | –          | 0,16                   | 47,77      |
| 17.04–06.05 | ewybory.eu       | 40,23 | 37,45 | 8,10   | 5,59         | 5,20     | 2,76 | 0,53 | 0,06    | –          | 0,10                   | –          |
| 29.04–30.04 | Estymator        | 42,1  | 36,9  | 7,7    | 3,8          | 6        | 2,9  | –    | –       | –          | 0,6                    | –          |
| 26.04–30.04 | Social Changes   | 36,8  | 32,6  | 12,7   | 2,9          | 8,5      | 2,9  | –    | –       | –          | 3,9                    | –          |
| 28.04       | IBRiS            | 38,7  | 33    | 8,2    | 4,3          | 5,4      | 3,2  | 0,2  | –       | –          | 7                      | 49         |
| 23.04–26.04 | IBSP             | 40,25 | 37,69 | 10,97  | 5,6          | 3,72     | 1,33 | –    | –       | –          | 0,44                   | 51,19      |
| 23.04       | Indicator        | 40,9  | 36    | 7,4    | 3,1          | 4,5      | 2,4  | –    | –       | –          | 5,7                    | –          |
| 17.04–18.04 | Estymator        | 41,6  | 36,2  | 8,8    | 3,7          | 6,1      | 2,1  | 1,1  | –       | –          | 0,4                    | –          |
| 12.04–17.04 | Social Changes   | 36    | 31    | 11     | 5            | 9        | 4    | –    | –       | –          | 5                      | –          |
| 15.04–16.04 | Kantar           | 38    | 35    | 10     | 5            | 6        | 2    | –    | –       | –          | 4                      | 46         |
| 11.04–12.04 | Kantar Polska    | 35    | 23    | 8      | 5            | 6        | –    | –    | –       | –          | 23                     | –          |
| 12.04       | IBRiS            | 38,7  | 36,2  | 7,6    | –            | 5,3      | –    | –    | –       | –          | 12,2                   | –          |
| 10.04–11.04 | Estymator        | 42    | 37,7  | 7,6    | 3,8          | 6,1      | 1,2  | 1,6  | –       | –          | –                      | –          |
| 4.04–11.04  | CBOS             | 41    | 27    | 4      | 2            | 3        | 1    | 2    | –       | –          | 20                     | 60         |
| 11.04       | Dobra Opinia     | 40,7  | 38,3  | 7,4    | 3,9          | 6,3      | –    | –    | –       | –          | 3,4                    | –          |
| 5.04–10.04  | Kantar Public    | 36    | 27    | 7      | 2            | 4        | 4    | <1   | –       | –          | 20                     | –          |
| 4.04–9.04   | Kantar           | 36    | 33    | 14     | 5            | 4        | 5    | –    | –       | –          | 3                      | –          |
| 5.04–6.04   | IBRiS            | 39,4  | 38,3  | 3,4    | 4,5          | 5,6      | 0,8  | 2,2  | 0,4     | –          | 5,2                    | –          |
| 4.04–6.04   | IB Pollster      | 39    | 35    | 10     | 5            | 6        | 3    | 1    | 1       | –          | –                      | –          |
| 29.03–30.03 | IBRiS            | 39    | 36,5  | 6,1    | 3,9          | 6        | 2    | 2    | –       | –          | 4,5                    | –          |
| 25.03–27.03 | IBSP             | 38,76 | 41,51 | 8,63   | 4,25         | 4,46     | 0,99 | 1,06 | 0       | 0,16       | 0,18                   | 49,4       |
| 27.03       | OPB Ariadna      | 35,5  | 28,8  | 11,3   | 3,3          | 6        | 1    | 0,4  | –       | –          | 13,7                   | 57         |
| 20.03–21.03 | Estymator        | 42,2  | 39,3  | 6,1    | 3,4          | 5,2      | 1,9  | 1,1  | –       | –          | 0,8                    | –          |
| 18.03–20.03 | IBSP             | 39,35 | 41,82 | 7,49   | 3,89         | 5,04     | 1,19 | 1,22 | –       | 0          | –                      | >51        |
| 18.03       | IBRiS            | 41,6  | 37,2  | 6,6    | 1,3          | 2,9      | 2,6  | 0,9  | 1,5     | –          | 5,5                    | 49,3       |
| 7.03–14.03  | CBOS             | 42    | 26    | 4      | 3            | 5        | 1    | <1   | <1      | <1         | 18                     | 58         |
| 9.03–10.03  | IBRiS            | 40    | 38    | 7      | 3            | 5        | –    | 2    | –       | –          | 5                      | 48         |
| 5.03–11.03  | Kantar MB        | 33    | 35    | 11     | 3            | 7        | 4    | –    | –       | –          | 7                      | –          |
| 7.03        | IBRiS            | 39,7  | 38,5  | 6,2    | 4,1          | 5,1      | 0,9  | –    | –       | –          | 5,5                    | –          |
| 28.02–1.03  | IB Pollster      | 38    | 32    | 12     | 4            | 8        | 3    | 2    | 1       | –          | –                      | –          |

### Exit poll
Przeprowadzenie wśród wyborców po oddaniu głosu badania exit poll wykonane przez Ipsos pokazały rozkład preferencji w społeczeństwie. Na wygrany w wyborach komitet PiS głosowały w największym stopniu osoby w wieku powyżej lat 50 (poparcie ponad połowy tej populacji), zamieszkałe na wsi. Nie znaleziono tu istotnych różnic pod względem płci. Najmłodsi wyborcy rzadziej głosowali na tę listę. Największe poparcie PiS zdobyło także u osób najgorzej wykształconych: głosowało na nią ponad 70% osób z wykształceniem podstawowym i 2/3 osób z wykształceniem zawodowym. PiS zdecydowanie wygrało wśród rolników, osób pracujących fizycznie, emerytów i bezrobotnych (w każdym przypadku głosowała nań ponad połowa badanej grupy).
Koalicję Europejską w największym stopniu poparły osoby w IV i V dekadzie życia, zamieszkałe w największych miastach (poparcie powyżej połowy głosujących, na wsi poparcie tylko ćwierci wyborców), kobiety nieznacznie częściej niż mężczyźni (3 punkty procentowe różnicy). Mniejsze niż średnie oparcie zdobyła wśród najmłodszej grupy wiekowej. Największe poparcie KE uzyskała wśród osób z wykształceniem wyższym (licencjackim bądź magisterskim), głosowała na nią prawie połowa tej grupy. Jeśli chodzi o wykonywaną pracę, listę tę poparła ponad połowa osób zajmujących stanowiska kierownicze, specjalistów, biznesmenów, nieco mniej osób pracujących w administracji bądź w usługach.
Wiosna największe poparcie ze wszystkich grup wiekowych zdobyła wśród wyborców najmłodszych, a najmniejsze u najstarszych. Zdobyła także nieco większe poparcie kobiet, wśród osób z wyższym wykształceniem, wśród mieszkańców metropolii, u osób pełniących funkcje menedżerskie i specjalistów oraz wśród uczniów i studentów, wśród których obok Konfederacji miałaby szansę na wygranie wyborów.
Konfederację poparło dwukrotnie więcej mężczyzn niż kobiet. Największe poparcie miała ona wśród najmłodszych wyborców, w przeciwieństwie do najstarszych. Konfederację wsparli w większym stopniu wyborcy o wyższym wykształceniu, wśród uczniów bądź studentów miała – wraz z Wiosną – najwyższe poparcie.

## Wyniki głosowania i wyniki wyborów
Wszystkie poniższe dane na podstawie obwieszczeń Państwowej Komisji Wyborczej z 27 maja 2019.

### Frekwencja
Frekwencja na poziomie całego kraju:
- 12:00 – 14,39%[68]
- 17:00 – 32,51%[69]
- ostateczna – 45,68%[70]

### Wyniki
| Komitet wyborczy | Komitet wyborczy                                 | Głosy      | Głosy  | Głosy | Mandaty | Mandaty | Mandaty |
| Komitet wyborczy | Komitet wyborczy                                 | Liczba     | %      | +/−   | Liczba  | +/−     | %       |
| ---------------- | ------------------------------------------------ | ---------- | ------ | ----- | ------- | ------- | ------- |
|                  | Prawo i Sprawiedliwość                           | 6 192 780  | 45,38  | 13,60 | 27      | 8       | 51,92   |
|                  | KKW Koalicja Europejska PO PSL SLD .N Zieloni    | 5 249 935  | 38,47  | 10,22 | 22      | 6       | 42,31   |
|                  | Wiosna Roberta Biedronia                         | 826 975    | 6,06   | –     | 3       | –       | 5,77    |
|                  |                                                  |            |        |       |         |         |         |
|                  | KWW Konfederacja KORWiN Braun Liroy Narodowcy    | 621 188    | 4,55   | –     | –       | –       | –       |
|                  | KWW Kukiz’15                                     | 503 564    | 3,69   | –     | –       | –       | –       |
|                  | KKW Lewica Razem – Partia Razem, Unia Pracy, RSS | 168 745    | 1,24   | –     | –       | –       | –       |
|                  | KWW Polska Fair Play Bezpartyjni Gwiazdowski     | 74 013     | 0,54   | –     | –       | –       | –       |
|                  | KKW PolEXIT – Koalicja                           | 7900       | 0,06   | 7,09  | –       | 4       | –       |
|                  | Jedność Narodu                                   | 2211       | 0,02   | –     | –       | –       | –       |
|                  |                                                  |            |        |       |         |         |         |
| Ogółem           | Ogółem                                           | 13 647 311 | 100,00 | –     | 52      | 1       | 100,00  |
| Głosy nieważne   | Głosy nieważne                                   | 112 390    | 0,82   | 2,30  |         |         |         |
| Frekwencja       | Frekwencja                                       | 13 759 701 | 45,68  | 21,85 |         |         |         |

Zwycięzcy w poszczególnych okręgach w wyborach do Parlamentu Europejskiego

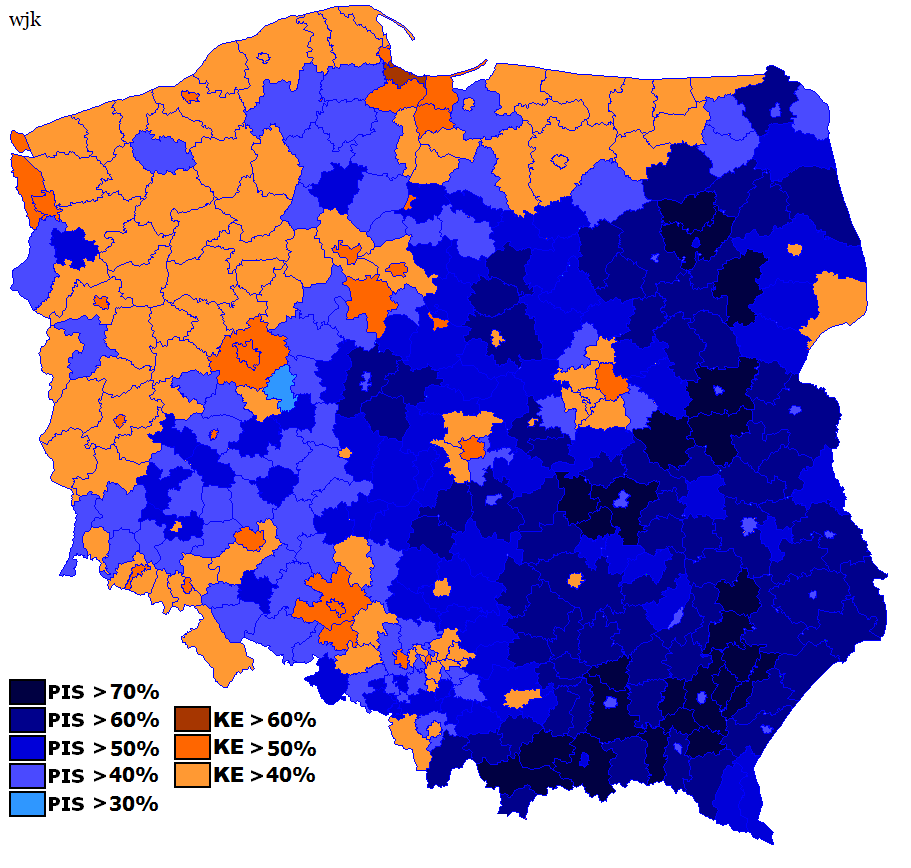
Wyniki wyborów do Parlamentu Europejskiego w poszczególnych powiatach

Podział mandatów i rozkład procentowy poparcia w wyniku wyborów w kolejności: ugrupowania parlamentarne i pozaparlamentarne (komitety, które nie przekroczyły 1% poparcia w skali kraju, potraktowano zbiorczo)
Podział mandatów i rozkład procentowy poparcia w wyniku wyborów z uwzględnieniem podziału na późniejszą większość rządzącą w kolejności: ugrupowania komisyjne, opozycja parlamentarna i pozaparlamentarna (komitety, które nie przekroczyły 1% poparcia w skali kraju, potraktowano zbiorczo):
|    |        |     |
| ↓  |        |     |
| 22 | 3      | 27  |
| KE | Wiosna | PiS |

|    |        |     |       |      |   |  |  |
|    |        |     |       |      |   |  |  |
| KE | Wiosna | PiS | Konf. | K’15 | L |  |  |

### Wyniki w skali okręgów

#### Wyniki głosowania
Wszystkie dane wyrażono w procentach.
| Okręg  |       |       |        |       |          |      |      |         |      | Frekwencja |
| Okręg  | PiS   | KE    | Wiosna | KKBLN | Kukiz’15 | LR   | PFP  | PolExit | JN   | Frekwencja |
| ------ | ----- | ----- | ------ | ----- | -------- | ---- | ---- | ------- | ---- | ---------- |
| 1      | 34,53 | 50,66 | 6,15   | 4,01  | 2,67     | 0,96 | 1,02 | –       | –    | 47,24      |
| 2      | 39,24 | 46,01 | 5,94   | 3,80  | 3,87     | 1,14 | –    | –       | –    | 41,75      |
| 3      | 47,29 | 37,03 | 5,73   | 4,90  | 3,60     | 1,45 | –    | –       | –    | 38,93      |
| 4      | 32,32 | 45,17 | 10,28  | 5,18  | 3,60     | 1,79 | 1,66 | –       | –    | 60,37      |
| 5      | 60,20 | 26,69 | 3,91   | 4,10  | 3,27     | 0,76 | 0,80 | –       | 0,26 | 43,31      |
| 6      | 46,69 | 38,09 | 5,56   | 4,15  | 3,56     | 1,96 | –    | –       | –    | 46,92      |
| 7      | 38,39 | 43,25 | 7,80   | 4,67  | 4,29     | 1,60 | –    | –       | –    | 44,86      |
| 8      | 58,95 | 28,17 | 3,07   | 4,42  | 4,00     | 0,72 | 0,69 | –       | –    | 43,84      |
| 9      | 65,07 | 21,56 | 3,06   | 5,89  | 3,38     | 0,71 | –    | 0,32    | –    | 44,24      |
| 10     | 56,33 | 29,03 | 4,51   | 4,23  | 3,86     | 0,97 | 0,75 | 0,32    | –    | 47,89      |
| 11     | 43,25 | 40,24 | 5,82   | 4,61  | 3,80     | 1,18 | 1,10 | –       | –    | 45,86      |
| 12     | 38,72 | 43,87 | 6,76   | 4,98  | 4,34     | 1,33 | –    | –       | –    | 43,24      |
| 13     | 36,85 | 47,76 | 7,46   | 3,88  | 2,95     | 1,11 | –    | –       | –    | 42,10      |
| Polska | 45,38 | 38,47 | 6,06   | 4,55  | 3,69     | 1,24 | 0,54 | 0,06    | 0,02 | 45,68      |

#### Podział mandatów
| Okręg  | PiS | KE | Wiosna | Ogółem |
| ------ | --- | -- | ------ | ------ |
| Okręg  |     |    |        | Ogółem |
| 1      | 1   | 2  | –      | 3      |
| 2      | 1   | 1  | –      | 2      |
| 3      | 2   | 1  | –      | 3      |
| 4      | 2   | 3  | 1      | 6      |
| 5      | 2   | 1  | –      | 3      |
| 6      | 2   | 1  | –      | 3      |
| 7      | 2   | 2  | 1      | 5      |
| 8      | 2   | 1  | –      | 3      |
| 9      | 2   | 1  | –      | 3      |
| 10     | 3   | 2  | –      | 5      |
| 11     | 3   | 3  | 1      | 7      |
| 12     | 2   | 2  | –      | 4      |
| 13     | 2   | 2  | –      | 4      |
| Polska | 26  | 22 | 3      | 51     |